# Râul Cher
Cher este un afluent pe stânga al fluviului Loara, ce izvorăște din departamentul Creuse la NE de Crocq, în apropierea localității Mérinchal din Masivul Central, vărsându-se în Loara lânga orașul Villandry, la vest de Tours. Are o lungime de 367 km și suprafața bazinului de 13.920 km², fiind al doilea afluent ca lungime al Loarei dupa Allier. Traversează departamentele Creuse, Allier, Cher, Indre, Loir-et-Cher și Indre-et-Loire.